# Yasmine Bouregba
Yasmine Bouregba (ur. 2006) – algierska zapaśniczka walcząca w stylu wolnym. Wicemistrzyni Afryki w 2025. Wicemistrzyni arabska w 2024. Wicemistrzyni Afryki juniorów w 2023 i 2024 roku